# Seamus Heaney
Seamus Heaney (n. 13 aprilie 1939 - d. 30 august 2013) a fost un scriitor irlandez, laureat al Premiului Nobel pentru Literatură în anul 1995. S-a născut în Bellaghy, Irlanda de Nord și a locuit în Sandymount, Dublin din 1972 până la moartea sa.